# Bojendorf

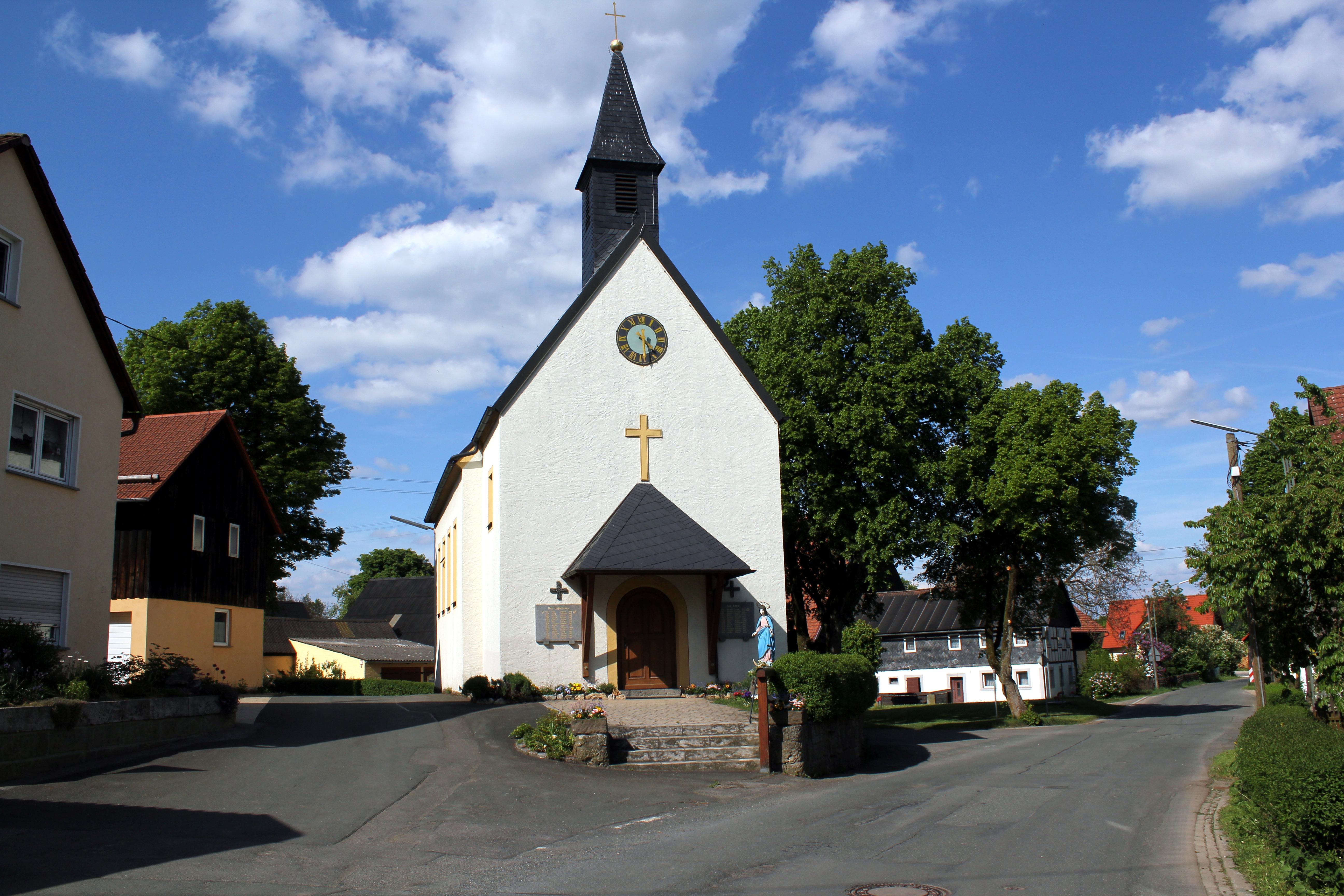
Die Kirche von Bojendorf in der Ortsmitte, Südansicht (Vorderseite)

Bojendorf ist ein Gemeindeteil der Gemeinde Wattendorf im oberfränkischen Landkreis Bamberg in Bayern.

## Geografie
Das von Wald und Wiesen umgebene Kirchdorf im Fränkischen Jura liegt auf einer Höhe von 479 bis 490 Metern. Nachbarorte sind Mosenberg im Nordosten, Arnstein im Osten, Großziegenfeld im Süden, Mährenhüll im Südwesten, Rothmannsthal im Westen und Eichig im Nordwesten.

## Geschichte
Die erste Siedlung auf dem Gebiet des Dorfes entstand mit großer Wahrscheinlichkeit bereits im 9. Jahrhundert. Im Jahr 1126 wurde Bojendorf als „Potechendorf“, 1337 als „Pothechendorf“, später als „Poichendorf“ und „Potichendorf“ erwähnt. Das Gebiet wurde von 1118 bis 1244 von den Reichsfürsten von Arnstein, bis 1248 von den Herzögen von Meranien regiert. Im Jahr 1306 wurde Arnstein mit Poichendorf an den Bischof von Bamberg verkauft. Aus den Jahren 13331 ist die Schreibweise des Ortes mit „Podechendorf“ und 1360 als „Poychendorf“ überliefert. Der Name könnte sich sowohl auf den germanischen Rufnamen Poticho als auch auf den slawischen Namen Potecha beziehen.
Im Zuge der Gebietsreform in Bayern wurde Bojendorf am 1. Mai 1978 in die Gemeinde Wattendorf eingemeindet. Vorher hatte es mit dem Dorf Mährenhüll eine Gemeinde gebildet.

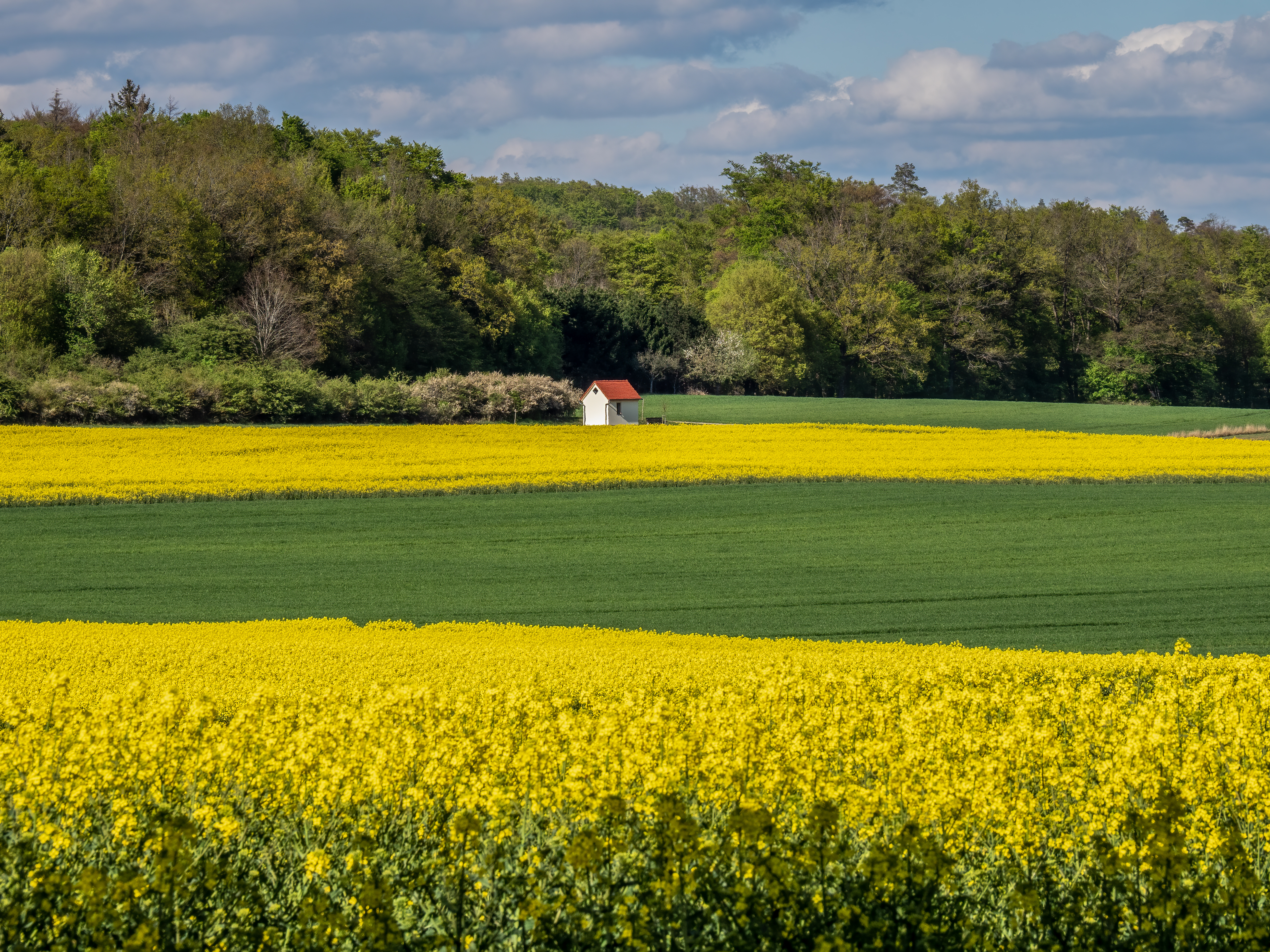
Wegkapelle im Norden des Dorfes
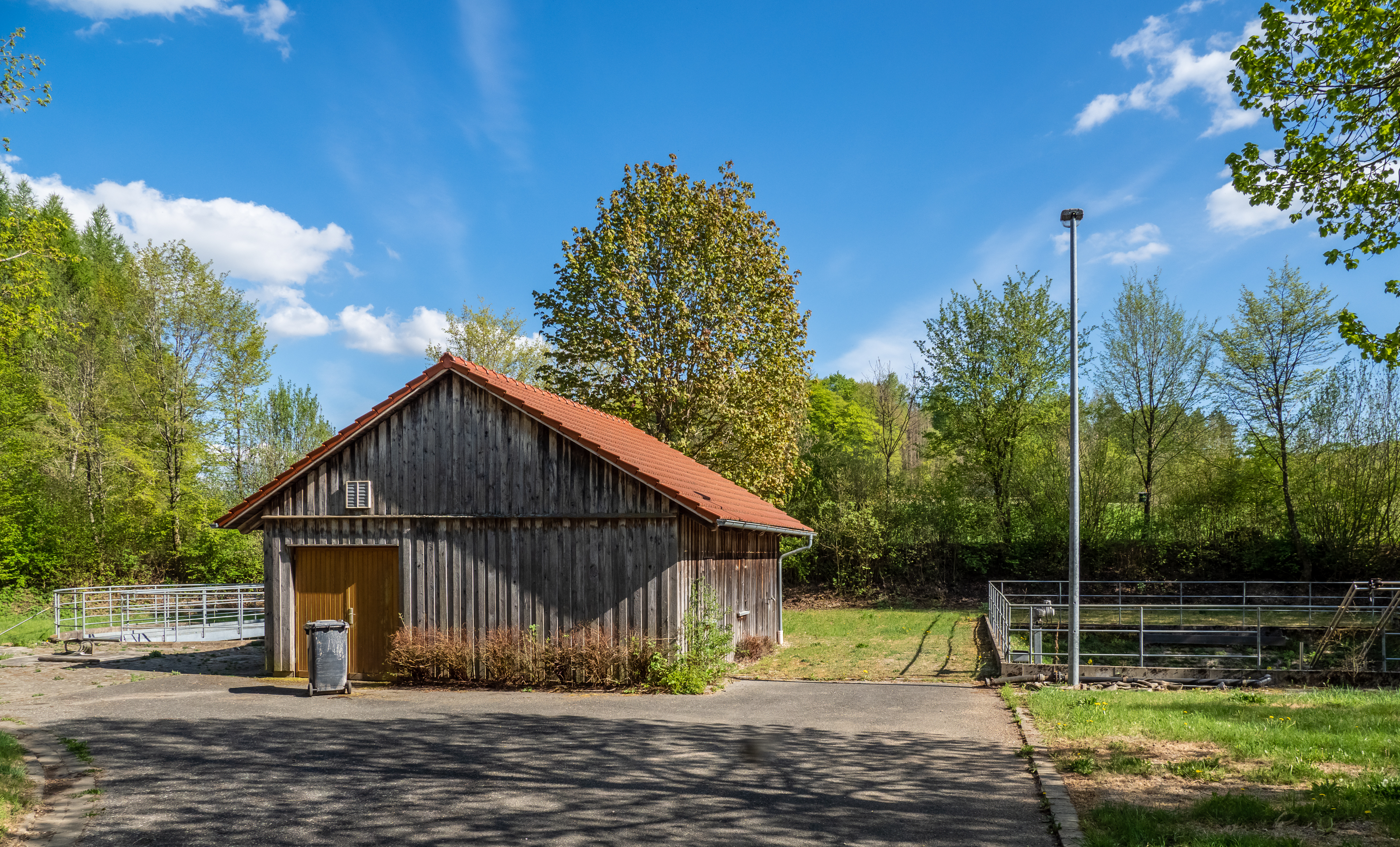
Kläranlage nordöstlich des Dorfes
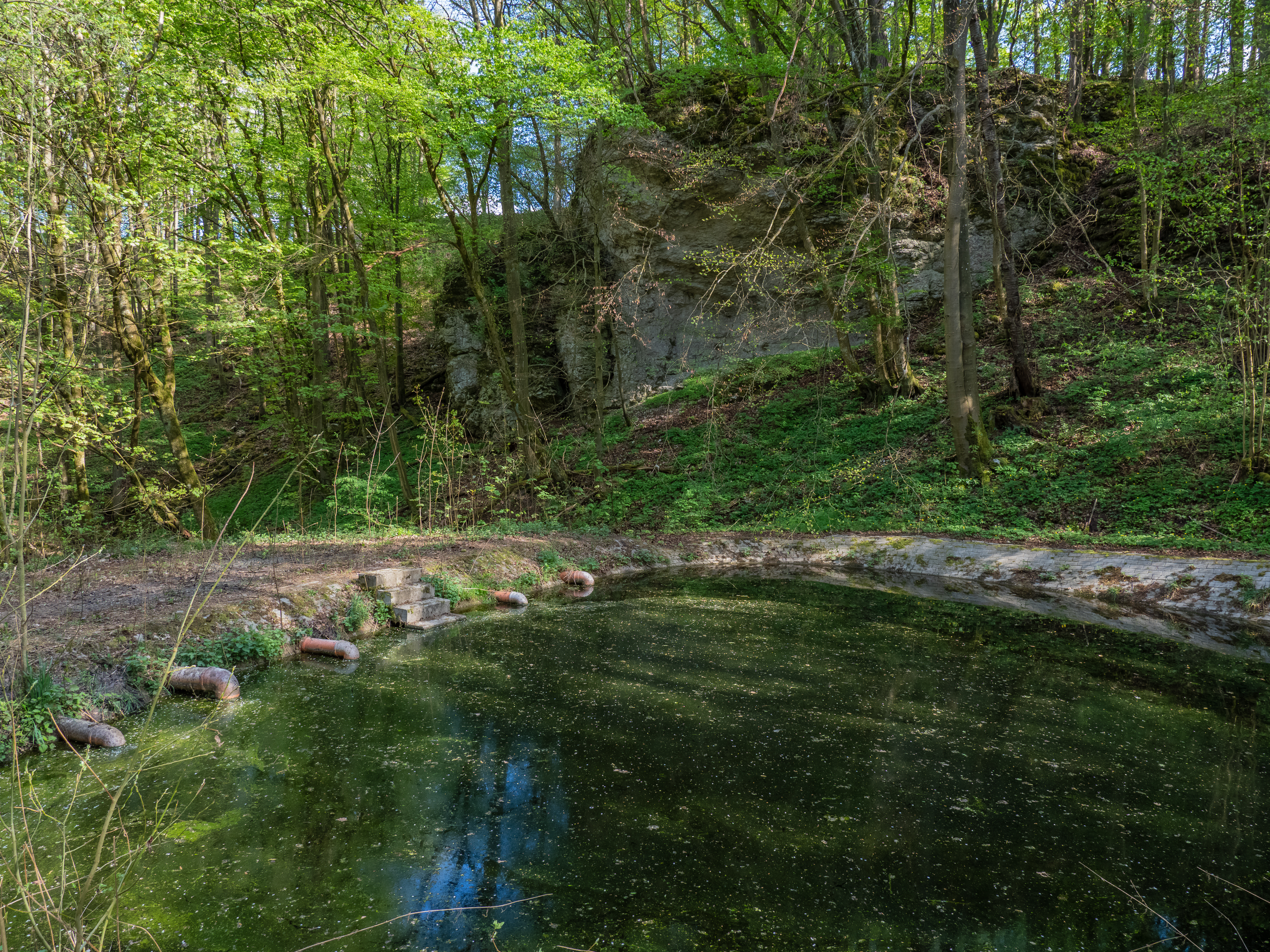
Zur Kläranlage gehörender Klärteich